# Koninklijke Kentalis
Koninklijke Kentalis (auch Koninklijke Kentalis - Guyotschool voor SO, (V)SO-CMB en VSO, kurz Kentalis) ist eine niederländische Organisation mit Sitz in Utrecht und Sint-Michielsgestel, die Menschen mit Hör- und Kommunikationsbehinderungen Forschung, Pflege und Bildung bietet.
- weil sie taubblind, gehörlos oder schwerhörig sind,
- eine Sprachentwicklungsstörung (taalontwikkelingsstoornis - TOS) haben,
- oder eine multiple Kommunikationsbehinderung (communicatief meervoudige beperking - CMB) haben. (beispielsweise eine Sprachentwicklungsstörung und eine Entwicklungsstörung oder Hörverlust, eine geistige Behinderung und eine körperliche Behinderung; Dies erschwert die Kommunikation mit anderen.)

Kentalis verfügt über mehrere Standorte im Land, darunter Schulen für Sonderpädagogik (Sekundarstufe), Wohn- und Behandlungseinrichtungen sowie 13 audiologische Zentren. Der Hauptsitz befindet sich in Utrecht; Ein Großteil der Unterstützungsdienste ist in Sint-Michielsgestel untergebracht.

## Geschichte
Kentalis entstand 2009 aus einer Fusion zwischen der Koninklijke Effatha Guyot Groep (KEGG), stichting Viataal und Sint Marie, einem orthopädagogischen Wissens- und Kompetenzzentrum.
Nach der Fusion des Henri Daniel Guyot Instituut in Groningen und Christelijk Instituut Effatha in Zoetermeer im Jahr 2002 durfte KEGG den Titel Koninklijk von Guyot übernehmen. Kentalis erwarb dieses Recht auch nach der anschließenden Fusion zwischen KEGG, Viataal (wo sich das ehemalige Institut für Gehörlose befand) und Sint Marie.

## Expertise
Kentalis investiert in die Entwicklung, Anwendung und Weitergabe von Fachwissen, unter anderem durch Lehrstühle an der Radboud-Universität Nijmegen und der Rijksuniversiteit Groningen.
Kentalis ist wie NSDSK, Koninklijke Auris Groep, Pento (Experten für Hören und Verstehen) und Milo eine von ZonMw anerkannte Expertenorganisation auf dem Gebiet der Hör- und Kommunikationsbehinderungen. Seit 2020 arbeiten diese Organisationen unter dem Namen Deelkracht zusammen, dem sich auch andere in der Branche tätige Organisationen angeschlossen haben. Die Zusammenarbeit besteht aus verschiedenen Teilprogrammen: Gehörlosigkeit/Schwerhörigkeit, Sprachentwicklungsstörung, Taubblindheit und kommunikative Mehrfachbehinderung.
Kentalis arbeitet auch mit verschiedenen Organisationen im Ausland zusammen.